# Torre di Bardolino
La torre di Bardolino si trova in località Giardino a Placanica, sulla sponda est della fiumara Precariti, nella città metropolitana di Reggio Calabria, in Calabria. Fu costruita dalla famiglia Lamberti nella prima metà del XVIII secolo.

## Storia
La torre, priva di scopi difensivi, fu costruita nella prima metà del XVIII secolo, all'interno di un'ampia tenuta che Giuseppe Lamberti ereditò dal padre Francesco, capostipite della casata nobiliare, per effetto del suo testamento aperto nel 1701; la più antica testimonianza certa della sua esistenza risale soltanto al 1752, quando una torre in due solai ed una casa terrana per notricato fu citata in un documento notarile del 21 giugno di quell'anno. Come documentato da un inventario del 1756, la struttura sorgeva nel fondo denominato "Bardolino lo Medico".
Nel XIX secolo la proprietà fu alienata alla famiglia Musco.

## Descrizione

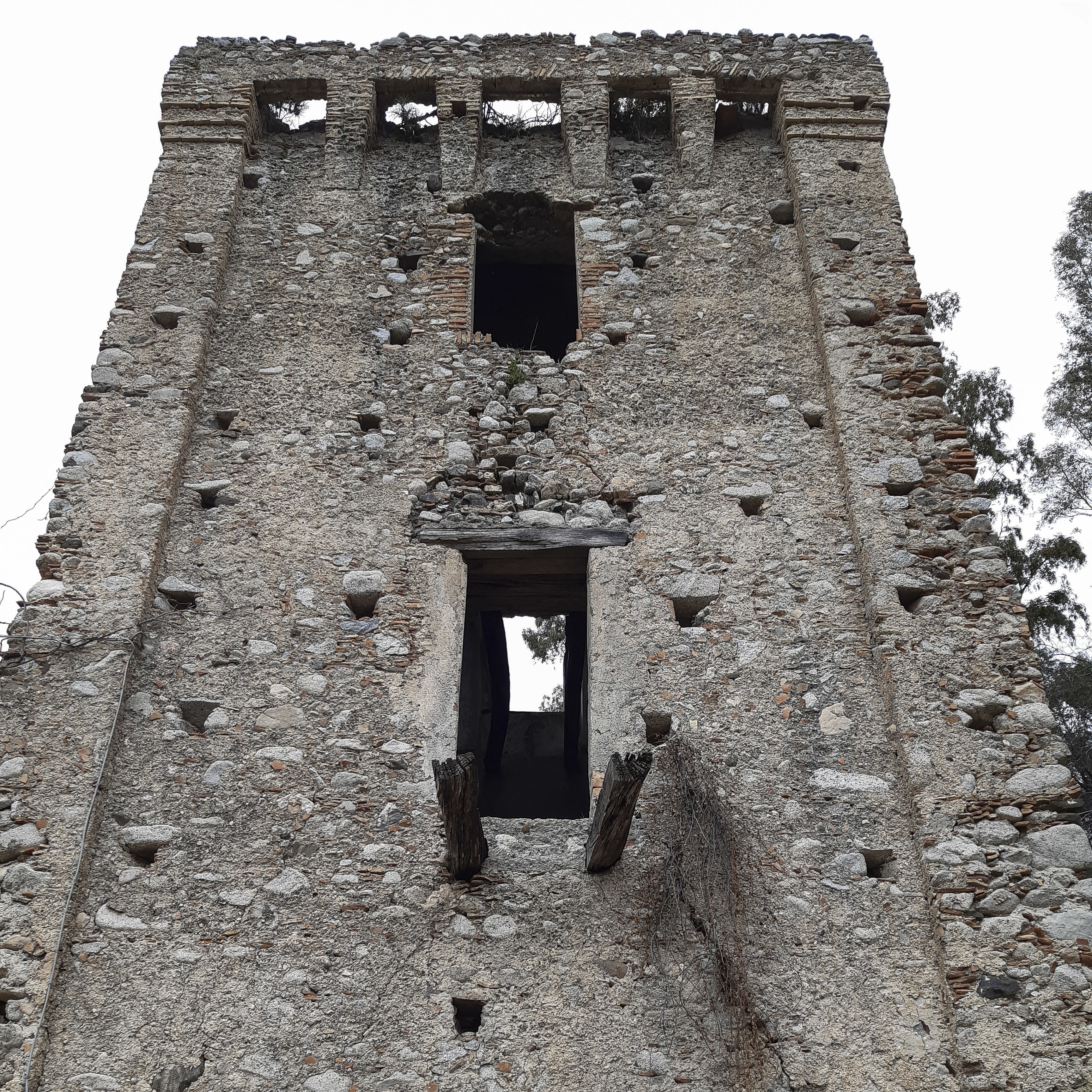
Prospetto sud-est

L'elegante torre, in stato di abbandono, si sviluppa su una pianta quadrata; lievemente rastremata, si eleva su tre livelli fuori terra.
Le facciate, realizzate in muratura mista costituita da ciottoli di fiume e mattoni, sono decorate con paraste angolari, coronate da capitelli a tre fasce, su cui si erge, sostenuto da una serie di beccatelli con caditoie, l'architrave perimetrale in aggetto; non sono invece presenti altri sistemi difensivi, a testimonianza dello scopo prevalentemente rurale dell'edificio.
All'interno gli ambienti dei livelli terreno e secondo sono coperti da volte, mentre il primo piano presenta un soffitto a travetti lignei; in sommità la struttura è coronata da un terrazzo.